# Amphiesma
Amphiesma – rodzaj węży z podrodziny zaskrońcowatych (Natricinae) w obrębie rodziny połozowatych (Colubridae).

## Zasięg występowania
Rodzaj obejmuje gatunki występujące w Azji Południowej, Południowo-Wschodniej i Wschodniej – w Chinach, Indiach, Sri Lance, Bangladeszu, Bhutanie, Kambodży, Laosie, Mjanmie, Nepalu, Pakistanie, Tajwanie, Tajlandii i Wietnamie.

## Podział systematyczny
Do rodzaju należą następujące gatunki:
- Amphiesma monticola (Jerdon, 1853)
- Amphiesma stolatum (Linnaeus, 1758) – zaskroniec indochiński